# AK-726
AK-726 je sovětský 76mm víceúčelový lodní kanón, který byl vyvinutý během studené války v 50. letech 20. století.

## Vývoj

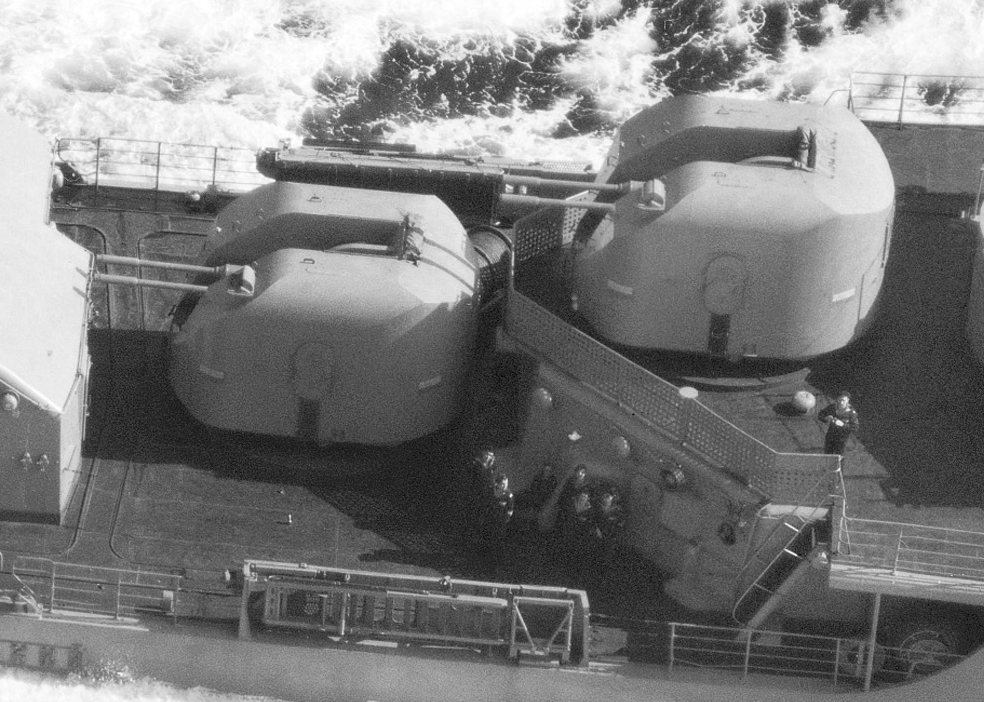
Děla AK-726 na fregatě třídy Krivak

V roce 1954 zahájil Sovětský svaz vývoj námořního děla, které by bylo možné použít proti vzdušným i námořním cílům. Zbraň vyvinula sovětská konstrukční kancelář Arsenal pod vedením Pjotra Tjurina. První zkoušky zbraně byly zahájeny v roce 1958. Od roku 1960 se děla začala instalovat na lodě a testovat. V roce 1962 bylo první dělo instalováno na křižníku Groznyj. Druhé bylo instalováno na torpédoborci Komsomolec Ukrajiny. Dělo AK-726 bylo oficiálně přijato do služby 24. června 1964. Děla byla postupem času exportována do různých států východního bloku. Kvůli malé ráži a nedostatečné účinnosti byla brzo nahrazena lodními děly AK-100.

## Popis
Zbraň má dvě hlavně ráže 76,2 mm. Střely se ručně nabíjely do výtahu z muniční komory do zbraně. Obě hlavně střílely současně. Tím by se dosáhlo teoretické rychlosti střelby přibližně 100 ran/min, která je však neudržitelná. Po 40 až 45 výstřelech nepřetržité střelby bylo třeba hlavně několik minut chladit. Chladicí systém byl napojen na hlavní vodovodní potrubí plavidla.
Řízení palby se provádělo buď automaticky pomocí radaru řízení palby typu MR-105 Turel (rusky МР-105 Турель, v kódu NATO Hawk Screech), poloautomaticky pomocí optického zaměřovače Prisma, nebo ručně.

## Platformy
- Projekt 1143 (třída Kiev) – letadlové lodě
- Projekt 1134B (třída Kara) – křižníky
- Projekt 58 (třída Kynda) – křižníky
- Projekt 61 (třída Kashin) – torpédoborce
- Projekt 1135 (třída Krivak) – fregaty
- Projekt 1159 (třída Koni) – fregaty
- Projekt 159 (třída Petya) – fregaty
- Projekt 35 (třída Mirka) – fregaty
- Třída Kotor – fregaty
- Mărăşeşti – fregata
- Třída Admiral Petre Bărbuneanu – korvety
- Projekt 1174 (třída Ivan Rogov) – výsadkové lodě
- Projekt 97P (třída Ivan Susanin) – ledoborce

## Technické specifikace
- Ráže: 76 mm
- Hmotnost: 25,2 t
- Délka: 4,48m (bez hlavně)
- Náměr: -2 ° až +84 ° (rychlost 30 °/s)
- Odměr: -164 ° až +164 ° (rychlost 35 °/s)
- Úsťová rychlost: 980 m/s
- Kadence: 90-107 ran/min
- Maximální dostřel: 15 km
- Zásobník munice: 3 000 nábojů[1]